# Hugo Winterhalter
Hugo Winterhalter (* 15. August 1909 in Wilkes-Barre, Pennsylvania; † 17. September 1973 in Greenwich, Connecticut) war ein US-amerikanischer Musiker, Bandleader, Arrangeur und Musikproduzent.

## Biografie

### Vom Studenten zum Musikdirektor
Winterhalter studierte am Konservatorium von New England Violine und Holzblasinstrumente. Nach dem Studium lehrte er zunächst an seiner Ausbildungsstätte, entschloss sich aber Mitte der 1930er Jahre, Profimusiker zu werden. In der zweiten Hälfte der 1940er spielte und arrangierte er für verschiedene Swing-Bands, unter anderem für Tommy Dorsey, Count Basie und Claude Thornhill. Zu dieser Zeit machte er auch die Arrangements für Songs von Dinah Shore und Billy Eckstine.
1948/49 war er Musical Director (musikalischer Leiter, Musikdirektor) bei MGM Records, 1949/50 bei Columbia (sein Nachfolger dort wurde Percy Faith). 

### Erfolge bei RCA
Von 1950 bis 1963 war er in derselben Position bei RCA Victor tätig. Er war der bedeutendste Arrangeur beim RCA-Plattenlabel, wo er für den Sound der Hits verschiedener Künstler wie Perry Como, Eddie Fisher oder The Ames Brothers verantwortlich war. Ab 1949 brachte Hugo Winterhalter mit seinem Orchester auch unter eigenem Namen (Hugo Winterhalter Orchestra) Schallplatten heraus. Dabei verband er den Einfluss der Big Bands mit seiner Liebe zu leichter klassischer Musik; das Ergebnis war Lounge- oder Easy-Listening-Musik. Eine seiner bekanntesten Aufnahmen aus den frühen 1950ern ist eine swingende Version von George Gershwins Rhapsody in Blue mit Byron Janis am Klavier.

### Hits als Produzent und Bandleader
In den 1950ern hatte er in den USA eine Reihe von Hits (Blue Tango, Vanessa, The Little Shoemaker, Song of the Barefoot Contessa). Als Produzent erreichte er 1953 mit Eddie Fishers Outside of Heaven und I’m Walking Behind You zweimal die Nummer-eins-Position der britischen Charts, und mit I’m Walking Behind You und Oh, My Papa (Oh, mein Papa) die der US-Hitparade. In den USA brachte er als Produzent 1954 die Ames Brothers mit The Naughty Lady of Shady Lane auf Platz drei. 
1956 wurde er in Großbritannien sogar in die Liste der Nummer-eins-Interpreten eingetragen – wenn auch nur als Begleitorchester der Sängerin Kay Starr auf deren Hit Rock and Roll Waltz. Der Song war auch eine Nummer eins in den USA. Ebenfalls 1956 wurde Winterhalters Canadian Sunset (mit dessen Komponisten Eddie Heywood am Klavier) in den USA ein Millionenseller und Nummer-zwei-Hit. In Deutschland war dies Winterhalters einziger Charterfolg, der Titel erreichte 1956 Platz 17.
Unter seinen erfolgreichen Langspielplatten war die Reihe Hugo Winterhalter Goes…, in der er jeweils auf einer LP Musik einer bestimmten Kultur (Lateinamerika, Hawaii, Gypsy und ähnliche) in seiner eigenen Art interpretierte.

### Die letzten Jahre
1963 wechselte er zu Kapp Records. Im selben Jahr schrieb er die Titelmelodie für den Film König von Hawaii (Originaltitel: Diamond Head). In der zweiten Hälfte der 1960er arbeitete er am Broadway und fürs Fernsehen, ehe er sich ins Privatleben zurückzog und 1973 starb.
Für seinen Beitrag zur US-amerikanischen Musikgeschichte wurde Hugo Winterhalter mit einem Stern auf dem Hollywood Walk of Fame geehrt.